# Rivière de la Petite Fourche
Rivière de la Petite Fourche är ett vattendrag i Kanada.   Det ligger i provinsen Québec, i den östra delen av landet, 900 km öster om huvudstaden Ottawa.
I omgivningarna runt Rivière de la Petite Fourche växer i huvudsak blandskog. Runt Rivière de la Petite Fourche är det glesbefolkat, med 11 invånare per kvadratkilometer.